# Amboyna diapella
Amboyna diapella är en fjärilsart som beskrevs av Ralph S. Common 1965. Amboyna diapella ingår i släktet Amboyna och familjen vecklare. Inga underarter finns listade i Catalogue of Life.